# 호모토피 군
대수적 위상수학에서 호모토피 군(homotopy群, 영어: homotopy group)은 위상 공간의 위상적 불변량의 하나로, 공간 위에 존재하는 고차원 고리들의 호모토피 동치 불변 성질을 나타낸다. 기본군의 고차 일반화이다. 기호는 {\displaystyle \pi _{n}(X)}.

## 배경

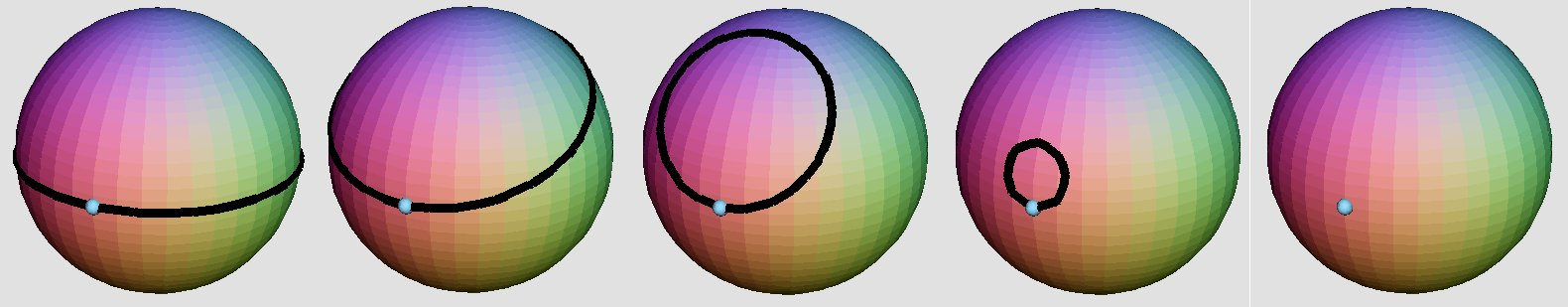
구면 위의 폐곡선은 항상 점으로 축약시킬 수 있다.

## 정의
두 위상 공간 {\displaystyle X}, {\displaystyle Y}에 대하여, {\displaystyle [X,Y]}는 {\displaystyle X\to Y} 연속 함수들의 호모토피류들의 집합이다. 마찬가지로, 점을 가진 공간 {\displaystyle (X,\bullet _{X})}, {\displaystyle (Y,\bullet _{Y})}에 대하여, {\displaystyle [X,Y]_{\bullet }}는 점을 보존하는 {\displaystyle X\to Y} 연속 함수들의 호모토피류들의 집합이다.
임의의 점을 가진 공간 {\displaystyle (X,\bullet _{X})}의 {\displaystyle n}차 호모토피 군(영어: {\displaystyle n}th homotopy group of {\displaystyle X}) {\displaystyle \pi _{n}(X,\bullet _{X})}은 다음과 같다.
{\displaystyle \pi _{n}(X,\bullet _{X})=[\mathbb {S} ^{n},X]_{\bullet }}
여기서 {\displaystyle \mathbb {S} ^{n}}은 (임의로 밑점을 준) {\displaystyle n}차원 초구이다.

1차 호모토피 군(기본군)의 연산.

{\displaystyle n\geq 1}일 경우 군 안에서의 연산은 다음과 같이 정의한다. 먼저 초구 {\displaystyle \mathbb {S} ^{n}}을 하이퍼큐브 {\displaystyle [0,1]^{n}}의 경계를 한 점으로 이어붙인 공간으로 본다.
{\displaystyle \mathbb {S} ^{n}\cong [0,1]^{n}/\partial ([0,1]^{n})}
{\displaystyle \bullet _{\mathbb {S} ^{n}}=\partial ([0,1]^{n})}
그렇다면 호모토피 군에 속하는 두 연속 함수 {\displaystyle f,g\colon \mathbb {S} ^{n}\to X}는 하이퍼큐브를 정의역으로 하는 함수들의 호모토피류 {\displaystyle {\tilde {f}},{\tilde {g}}\colon {[0,1]}^{n}\to X}로 나타낼 수 있다. 호모토피 군에서의 연산은 다음과 같은 연산으로부터 정의할 수 있다.
{\displaystyle {\tilde {f}}\cdot {\tilde {g}}\colon (t_{1},t_{2},\dots ,t_{n})\mapsto {\begin{cases}f(2t_{1},t_{2},\dots ,t_{n})&0\leq t_{1}\leq 1/2\\g(2t_{1}-1,t_{2},\dots ,t_{n})&1/2\leq t_{1}\leq 1.\end{cases}}}
이 연산은 호모토피 불변이며, 또한 군의 구조를 만족한다는 사실을 보일 수 있다.
정수 계수의 1차 호모토피 군을 특별히 ‘기본군’이라고 부른다.

### 계수가 있는 호모토피
아벨 군 {\displaystyle G} 및 양의 정수 {\displaystyle n\in \mathbb {Z} ^{+}}에 대하여,
피터슨 공간 {\displaystyle P(G,n)}은 n차원에서만 유일하게 축소 코호몰로지 G를 갖는 위상 공간이다.:Definition 3.1
{\displaystyle \operatorname {\tilde {H}} ^{k}(P(G,n))={\begin{cases}G&k=n\\0&k\neq 0\end{cases}}}
{\displaystyle M(G,n)}에 임의로 밑점을 잡았을 때, {\displaystyle G} 계수의 {\displaystyle n}차 호모토피 군(영어: {\displaystyle n}th homotopy group of {\displaystyle X} with coefficients in {\displaystyle G}) {\displaystyle \pi _{n}(X,\bullet _{X};G)}는 다음과 같다.:Definition IV.2.1:Theorem 3.2
{\displaystyle \pi _{n}(X,\bullet _{X};G)=[P(G,n),X]_{\bullet }}
{\displaystyle n\geq 1}일 경우 초구 {\displaystyle \mathbb {S} ^{n}}은 피터슨 공간 {\displaystyle P(\mathbb {Z} ,n)}이므로, {\displaystyle \pi _{n}(X)=\pi _{n}(X;\mathbb {Z} )}이다. 따라서 이 정의는 위의 정의의 일반화라고 할 수 있다.

## 성질
- 호모토피 군은 호모토피 불변량이다. 즉, 같은 호모토피 유형을 가진 두 점을 가진 공간의 호모토피 군은 서로 동형이다.
- 호모토피 군 {\displaystyle \pi _{k}(X,b)}은 일반적으로 원점 {\displaystyle b}에 의존하나, 만약 {\displaystyle k=0}이거나 공간이 경로 연결 공간이라면 원점에 의존하지 않는다.
- 0차 호모토피 ‘군’ {\displaystyle \pi _{0}(X,b)}은 {\displaystyle X}의 경로 연결 성분들의 집합과 같고 일반적으로 군의 구조가 없다. 다만 만약 {\displaystyle X}가 리 군의 구조를 갖는다면, {\displaystyle \pi _{0}(X)}는 자연스럽게 군의 구조를 갖는다.
- 2차 이상의 정수 계수 호모토피 군은 항상 아벨 군이다.
- 유한 생성 아벨 군 {\displaystyle G} 및 {\displaystyle n\geq 3}에 대하여, 피터슨 공간 {\displaystyle P(G,n)}은 쌍대 H-군을 이루므로, 계수를 가진 호모토피 군 {\displaystyle \pi _{n}(X,\bullet _{X};G)}은 자연스럽게 군의 구조를 가진다. 만약 추가로 {\displaystyle n\geq 4}라면 이는 아벨 군을 이룬다.[1]:§3

### 곱공간과 쐐기합
위상 공간 {\displaystyle X}와 {\displaystyle Y}가 주어지면, 다음이 성립한다.
{\displaystyle \pi _{k}(X\times Y)=\pi _{k}(X)\times \pi _{k}(Y)}
특이 호몰로지는 쐐기합과 같은 당김에 대하여 간단하지만, 밂에 대해서는 복잡하다. 반면 호모토피 군은 밂에 대하여 간단하지만 당김에 대하여 복잡하다. 특히, 공간들의 쐐기합의 호모토피 군은 일반적으로 복잡하다. 다만, 기본군의 경우, 쐐기합의 기본군은 군의 자유곱이다. 초구의 쐐기합의 기본군은 힐튼 정리(영어: Hilton’s theorem)에 의하여 주어진다.
보다 일반적으로, 존 밀너는 힐튼 정리를 다음과 같이 힐튼-밀너 정리(영어: Hilton–Milnor theorem)로 일반화하였다. 이에 따르면, 연결 CW 복합체 {\displaystyle X_{1},\dots ,X_{n}}이 주어졌을 때, 그 쐐기합 {\displaystyle \textstyle \bigvee _{i=1}^{n}X_{n}}의 현수 {\displaystyle \textstyle \operatorname {S} (\bigvee _{i=1}^{n}X_{n})}의 고리 공간
{\displaystyle L\left(\operatorname {S} (\bigvee _{i=1}^{n}X_{n})\right)}
은 {\displaystyle X_{i}}들의 분쇄곱의 고리 공간들의 특정한 무한 곱공간과 호모토피 동치이다.

### 리 군
연결 매끄러운 다양체 {\displaystyle G}에 리 군의 구조를 줄 수 있다면, 그 호모토피 군은 항상 다음과 같은 성질을 보인다.
- {\displaystyle \pi _{1}(G)}는 유한 생성 아벨 군이다.
- {\displaystyle \pi _{2}(G)=0}
- {\displaystyle \pi _{3}(G)}는 유한 생성 자유 아벨 군이다.

또한, {\displaystyle G}의 짝수 차수 호모토피 군은 모두 꼬임 성분밖에 없다. (즉, 짝수 차수 유리수 계수 호모토피 군은 0차원이다.) 이는 유리수 호모토피 이론을 사용하여 보일 수 있다.
리 군 {\displaystyle G}의 극대 콤팩트 부분군 {\displaystyle K\leq G}가 주어졌을 때, {\displaystyle G}는 {\displaystyle K}로의 변형 수축을 가지며 (이와사와 겐키치 증명), 따라서 서로 호모토피 동치이다. (리 군은 여러 개의 극대 콤팩트 부분군을 가질 수 있지만, 이들은 모두 서로 호모토피 동치이다.) 따라서, 리 군의 호모토피 군의 계산은 콤팩트 리 군의 경우로 귀결된다.
콤팩트 리 군에 대하여, 이와 유리수 호모토피 동치인 초구들의 곱공간이 존재한다. 즉, 계수 {\displaystyle r}의 콤팩트 리 군 {\displaystyle G}에 대하여, 어떤 연속 함수
{\displaystyle f\colon \prod _{i=1}^{n}\mathbb {S} ^{n_{i}}\to G}
가 존재하여, {\displaystyle f}는 유리수 계수 호모토피 군의 동형을 유도한다.
{\displaystyle \pi _{k}\left(\prod _{i=1}^{n}\mathbb {S} ^{n_{i}};\mathbb {Q} \right)\cong \pi _{k}(G;\mathbb {Q} )}
따라서, 리 군의 호모토피 군의 계산은 초구의 호모토피 군의 계산으로 귀결된다. 후자는 일반적으로 매우 어렵다.

### 후레비치 준동형
호모토피 군은 특이 호몰로지 {\displaystyle \operatorname {H} _{n}}과 관련이 있다. 후레비치 정리(영어: Hurewicz theorem)에 의하여, 후레비치 준동형(영어: Hurewicz homomorphism)이라는 자연스러운 함수
{\displaystyle h_{n}\colon \pi _{n}(X)\to \operatorname {H} _{n}(X;\mathbb {Z} )}
가 존재하며, {\displaystyle n\geq 1}일 경우 이는 군 준동형을 이룬다.
후레비치 준동형은 함자
{\displaystyle \pi _{n}(-)\colon \operatorname {Top} _{\bullet }\to \operatorname {Ab} }
{\displaystyle \operatorname {H} _{n}(-;\mathbb {Z} )\colon \operatorname {Top} _{\bullet }\to \operatorname {Ab} }
사이의 자연 변환
{\displaystyle h_{n}\colon \pi _{n}\Rightarrow \operatorname {H} _{n}(-;\mathbb {Z} )}
을 이룬다. (만약 {\displaystyle n=0}일 경우, 함자의 공역을 아벨 군의 범주 {\displaystyle \operatorname {Ab} } 대신 집합의 범주 {\displaystyle \operatorname {Set} }로 놓아야 한다.) 따라서 축소 현수 {\displaystyle \Sigma }에 대하여
{\displaystyle {\begin{matrix}\pi _{n}(X)&{\xrightarrow {h}}&\operatorname {H} _{n}(X;\mathbb {Z} )\\{\scriptstyle \Sigma }\downarrow &&\downarrow \scriptstyle \Sigma \\\pi _{n+1}(\Sigma X)&{\xrightarrow[{h}]{}}&\operatorname {H} _{n+1}(\Sigma X;\mathbb {Z} )\end{matrix}}}
가 가환한다.

### 호모토피 긴 완전열
세르 올뭉치 {\displaystyle F\hookrightarrow E\twoheadrightarrow B}에서, 밑점 {\displaystyle \bullet \in B}을 고르자. 또한, {\displaystyle B}가 경로 연결 공간이라고 하자. 그렇다면, 호모토피 군들에 대한 다음과 같은 긴 완전열이 존재한다.
{\displaystyle \cdots \to \pi _{n}(F)\to \pi _{n}(E)\to \pi _{n}(B)\to \pi _{n-1}(F)\to \cdots \to \pi _{0}(E)\to 0}
여기서 {\displaystyle \pi _{0}}에 대한 사상들은 군 준동형이 아니라 단순히 함수이지만, 이는 여전히 완전열을 이룬다 (즉, 상이 핵과 일치한다).

### 화이트헤드 괄호
경로 연결 공간 {\displaystyle X}의 호모토피 군들 위에는 화이트헤드 괄호(영어: Whitehead bracket)라는 다음과 같은 연산이 존재한다.
{\displaystyle [-,-]\colon \pi _{k}(X)\times \pi _{l}(X)\to \pi _{k+l-l}(X)}
이는 다음과 같이 정의된다. 임의의 연속 함수
{\displaystyle f\colon \mathbb {S} ^{k}\to X}
{\displaystyle g\colon \mathbb {S} ^{l}\to X}
가 주어졌다고 하자. 초구의 곱공간 {\displaystyle \mathbb {S} ^{k}\times \mathbb {S} ^{l}}은 쐐기합 {\displaystyle \mathbb {S} ^{k}\wedge \mathbb {S} ^{l}}에 {\displaystyle (k+l)}-세포룰 붙여 얻을 수 있다. 이 붙임 사상을
{\displaystyle \gamma \colon \mathbb {S} ^{k+l-1}\to \mathbb {S} ^{k}\vee \mathbb {S} ^{l}}
라고 하자. 만약 {\displaystyle k,l\geq 1}이라면 {\displaystyle \gamma }는 밑점을 보존하게 잡을 수 있다. 이를 {\displaystyle f}와 {\displaystyle g}의 쐐기합
{\displaystyle f\vee g\colon \mathbb {S} ^{k}\vee \mathbb {S} ^{l}\to X}
과 합성하여
{\displaystyle (f\vee g)\circ \gamma \colon \mathbb {S} ^{k+l-1}\to X}
를 정의할 수 있다.
그렇다면, {\displaystyle [f]\in \pi _{k}(X)}와 {\displaystyle [g]\in \pi _{l}(X)}의 화이트헤드 괄호는 다음과 같다.
{\displaystyle \left[[f],[g]\right]=[(f\vee g)\circ \gamma ]\in \pi _{k+l-1}(X)}
({\displaystyle \pi _{0}(X)}의 경우, 경로 연결 공간을 가정하였으므로 자명하게 0으로 놓는다.)
화이트헤드 괄호는 반대칭이며, {\displaystyle \mathbb {Z} }-쌍선형이며, 야코비 항등식을 만족시킨다. 그러나 화이트헤드 괄호는 일반적으로 교대 연산이 아니므로 (즉, {\displaystyle [f,f]\neq 0}일 수 있다) 정수환 위의 리 대수를 이루지 않는다. 다만, 꼬임 부분군에 대하여 몫을 취하면 이는 정수환 위의 등급 리 대수를 이룬다. 이때, {\displaystyle \pi _{k}(X)}의 등급을 {\displaystyle k-1}로 잡아야 한다.

### 기본군의 작용
점을 가진 공간 {\displaystyle (X,\bullet _{X})}의 기본군 {\displaystyle \pi _{1}(X,\bullet _{X})}은 고차 호모토피 군 {\displaystyle \pi _{n}(X,\bullet _{X})} ({\displaystyle n\geq 1}) 위에 자연스럽게 작용하며, 따라서 고차 호모토피 군은 기본군의 가군을 이룬다.
구체적으로, {\displaystyle X} 속의 두 점 {\displaystyle \bullet _{0},\bullet _{1}\in X} 및 이를 잇는 곡선
{\displaystyle \gamma \colon [0,1]\to X}
{\displaystyle \gamma (0)=\bullet _{0}}
{\displaystyle \gamma (1)=\bullet _{1}}
이 주어졌다고 하자. 구의 밑점의 포함 함수 {\displaystyle \{\bullet \}\hookrightarrow \mathbb {S} ^{n}}는 닫힌 상을 가진 포함 함수이므로 공변올뭉치(영어: cofibration)를 이룬다. 즉, 호모토피 확대 성질을 만족시킨다. 따라서, {\displaystyle \{\bullet _{0}\}\hookrightarrow X}와 {\displaystyle \{\bullet _{1}\}\hookrightarrow X} 사이의 호모토피 {\displaystyle \gamma \colon [0,1]\to X}를 {\displaystyle (\mathbb {S} ^{n},\bullet )\to (X,\bullet _{0})}에서 {\displaystyle (\mathbb {S} ^{n},\bullet )\to (X,\bullet _{1})} 사이의 호모토피로 유일하게 확대할 수 있다. 이에 따라, {\displaystyle \gamma }는 서로 다른 밑점에 대한 호모토피 군 사이의 동형
{\displaystyle \gamma ^{*}\colon \pi _{n}(X,\bullet _{0})\to \pi _{n}(X,\bullet _{1})}
을 정의하며, 이는 {\displaystyle \gamma }의 호모토피류에만 의존한다. 특히, {\displaystyle \bullet _{0}=\bullet _{1}=\bullet _{X}}일 경우, {\displaystyle [\gamma ]\in \pi _{1}(X,\bullet _{X})}가 되며, 따라서 {\displaystyle \pi _{1}(X,\bullet _{X})}는 {\displaystyle \pi _{n}(X,\bullet _{X})} 위에 작용한다.
{\displaystyle n=1}일 경우, 기본군의 스스로 위의 작용은 켤레 작용 {\displaystyle h\mapsto ghg^{-1}}이다. (기본군의 {\displaystyle \pi _{0}} 위의 작용은 자명하다.)
기본군의 모든 차수 호모토피 군에 대한 작용이 자명한 점을 가진 공간을 단순 공간(영어: simple space)이라고 한다. 특히, 단순 공간의 기본군은 (켤레 작용이 자명하므로) 아벨 군이어야 한다.

## 예
기본군은 자이페르트-판 캄펀 정리를 사용하여 쉽게 계산할 수 있는 반면, 고차 호모토피 군의 계산은 (심지어 초구와 같은 간단한 경우에도) 일반적으로 매우 어렵다.

### 한원소 공간
한원소 공간 {\displaystyle \{\bullet \}}의 경우, 모든 호모토피 군은 자명군이다. (즉, 0차 호모토피 군은 한원소 집합이다.)
{\displaystyle \pi _{n}(\{\bullet \})=0\qquad \forall n\in \mathbb {N} }
보다 일반적으로, 비이산 공간 {\displaystyle S}에서 임의의 점을 밑점으로 잡자. 비이산 공간을 공역으로 하는 모든 함수는 연속 함수이며, 따라서 비이산 공간을 공역으로 하는, 같은 정의역을 갖는 모든 함수들은 같은 호모토피류에 속한다. 따라서, 비이산 공간의 호모토피 군은 모두 자명군이다.
축약 가능 공간은 한원소 공간과 호모토피 동치이므로 마찬가지로 호모토피 군이 자명군이다.

### 이산 공간
이산 공간 {\displaystyle S}에서 임의의 점 {\displaystyle s\in S}을 밑점으로 잡자. 이산 공간을 공역으로 하는 연속 함수는 국소 상수 함수 밖에 없다. 하이퍼큐브 {\displaystyle [0,1]^{n}}은 연결 공간이므로, 이산 공간{\displaystyle S} 위의 호모토피 군 {\displaystyle \pi _{n}(S,s)}은 다음과 같다.
{\displaystyle \pi _{0}(S,s)=S}
{\displaystyle \pi _{n}(S,s)=1\qquad \forall n>0}
즉, {\displaystyle \pi _{0}(S,s)}는 {\displaystyle S}와 표준적인 일대일 대응을 가지며, 고차 호모토피 군은 모두 자명군이다.

### 원환면
원환면 {\displaystyle T^{k}}의 호모토피 군은 다음과 같다.
{\displaystyle \pi _{1}(T^{k})=\mathbb {Z} ^{n}}
{\displaystyle \pi _{n}(T^{k})=1} (자명군) ({\displaystyle n>1})
이와 같이, 2차 이상 호모토피 군이 자명한 공간을 비구면 공간(영어: aspherical space)이라고 한다.

### 초구
초구 {\displaystyle S^{k}}의 호모토피 군들은 매우 복잡하며, 심지어 2차원 구의 경우도 아직 완전히 알려져 있지 않다.
|    | π1 | π2 | π3 | π4 | π5 | π6  | π7    | π8  | π9  | π10    | π11 | π12 | π13    | π14         | π15     |
| -- | -- | -- | -- | -- | -- | --- | ----- | --- | --- | ------ | --- | --- | ------ | ----------- | ------- |
| S0 | 0  | 0  | 0  | 0  | 0  | 0   | 0     | 0   | 0   | 0      | 0   | 0   | 0      | 0           | 0       |
| S1 | ℤ  | 0  | 0  | 0  | 0  | 0   | 0     | 0   | 0   | 0      | 0   | 0   | 0      | 0           | 0       |
| S2 | 0  | ℤ  | ℤ  | ℤ2 | ℤ2 | ℤ12 | ℤ2    | ℤ2  | ℤ3  | ℤ15    | ℤ2  | ℤ2  | ℤ12×ℤ2 | ℤ84×ℤ2      | ℤ2      |
| S3 | 0  | 0  | ℤ  | ℤ2 | ℤ2 | ℤ12 | ℤ2    | ℤ2  | ℤ3  | ℤ15    | ℤ2  | ℤ2  | ℤ12×ℤ2 | ℤ84×ℤ2      | ℤ2      |
| S4 | 0  | 0  | 0  | ℤ  | ℤ2 | ℤ2  | ℤ×ℤ12 | ℤ2  | ℤ2  | ℤ24×ℤ3 | ℤ15 | ℤ2  | ℤ23    | ℤ120×ℤ12×ℤ2 | ℤ84×ℤ25 |
| S5 | 0  | 0  | 0  | 0  | ℤ  | ℤ2  | ℤ2    | ℤ24 | ℤ2  | ℤ2     | ℤ2  | ℤ30 | ℤ2     | ℤ23         | ℤ72×ℤ2  |
| S6 | 0  | 0  | 0  | 0  | 0  | ℤ   | ℤ2    | ℤ2  | ℤ24 | 0      | ℤ   | ℤ2  | ℤ60    | ℤ24×ℤ2      | ℤ23     |
| S7 | 0  | 0  | 0  | 0  | 0  | 0   | ℤ     | ℤ2  | ℤ2  | ℤ24    | 0   | 0   | ℤ2     | ℤ120        | ℤ23     |
| S8 | 0  | 0  | 0  | 0  | 0  | 0   | 0     | ℤ   | ℤ2  | ℤ2     | ℤ24 | 0   | 0      | ℤ2          | ℤ×ℤ120  |

### 리 군
일반적으로, 연결 리 군 {\displaystyle G}의 호모토피 군은 다음과 같다.
- {\displaystyle \pi _{0}(G)=0} (자명군)
- {\displaystyle \pi _{1}(G)}는 유한 생성 아벨 군
- {\displaystyle \pi _{2}(G)=0} (자명군)
- {\displaystyle \pi _{3}(G)}는 자유 유한 생성 아벨 군 (즉, {\displaystyle \mathbb {Z} ^{k}}의 꼴)

흔히 쓰이는 리 군의 호모토피 군은 다음과 같다. 굵은 선 아래는 보트 주기성에 의하여 일정하지만, 굵은 선 위에는 불규칙하다.
| 군   | π0 | π1 | π2 | π3 | π4 | π5 | π6  | π7 | π8 | π9 | π10 | π11 | π12   |
| ---- | -- | -- | -- | -- | -- | -- | --- | -- | -- | -- | --- | --- | ----- |
| U(1) | 0  | ℤ  | 0  | 0  | 0  | 0  | 0   | 0  | 0  | 0  | 0   | 0   | 0     |
| U(2) | 0  | ℤ  | 0  | ℤ  | ℤ2 | ℤ2 | ℤ12 | ℤ2 | ℤ2 | ℤ3 | ℤ15 | ℤ2  | (ℤ2)2 |
| U(3) | 0  | ℤ  | 0  | ℤ  | 0  | ℤ  | ℤ6  |    |    |    |     |     |       |
| U(4) | 0  | ℤ  | 0  | ℤ  | 0  | ℤ  | 0   | ℤ  |    |    |     |     |       |
| U(5) | 0  | ℤ  | 0  | ℤ  | 0  | ℤ  | 0   | ℤ  | 0  | ℤ  |     |     |       |
| U(6) | 0  | ℤ  | 0  | ℤ  | 0  | ℤ  | 0   | ℤ  | 0  | ℤ  | 0   | ℤ   |       |

| 군    | π0 | π1 | π2 | π3 | π4    | π5    | π6     | π7    | π8    | π9    |
| ----- | -- | -- | -- | -- | ----- | ----- | ------ | ----- | ----- | ----- |
| O(1)  | ℤ2 | 0  | 0  | 0  | 0     | 0     | 0      | 0     | 0     | 0     |
| O(2)  | ℤ2 | ℤ  | 0  | 0  | 0     | 0     | 0      | 0     | 0     | 0     |
| O(3)  | ℤ2 | ℤ2 | 0  | ℤ  | ℤ2    | ℤ2    | ℤ12    | ℤ2    | ℤ2    | ℤ3    |
| O(4)  | ℤ2 | ℤ2 | 0  | ℤ2 | (ℤ2)2 | (ℤ2)2 | (ℤ12)2 | (ℤ2)2 | (ℤ2)2 | (ℤ3)2 |
| O(5)  | ℤ2 | ℤ2 | 0  | ℤ  | ℤ2    | ℤ2    | 0      | ℤ     | 0     | 0     |
| O(6)  | ℤ2 | ℤ2 | 0  | ℤ  | 0     | ℤ     | 0      | ℤ     | ℤ24   | ℤ2    |
| O(7)  | ℤ2 | ℤ2 | 0  | ℤ  | 0     | 0     |        |       |       |       |
| O(8)  | ℤ2 | ℤ2 | 0  | ℤ  | 0     | 0     | 0      |       |       |       |
| O(9)  | ℤ2 | ℤ2 | 0  | ℤ  | 0     | 0     | 0      | ℤ     |       |       |
| O(10) | ℤ2 | ℤ2 | 0  | ℤ  | 0     | 0     | 0      | ℤ     | ℤ2    |       |
| O(11) | ℤ2 | ℤ2 | 0  | ℤ  | 0     | 0     | 0      | ℤ     | ℤ2    | ℤ2    |

| 군    | π0 | π1 | π2 | π3 | π4 | π5 | π6  | π7 | π8 | π9 | π10  | π11 | π12   | π13 |
| ----- | -- | -- | -- | -- | -- | -- | --- | -- | -- | -- | ---- | --- | ----- | --- |
| Sp(1) | 0  | 0  | 0  | ℤ  | ℤ2 | ℤ2 | ℤ12 | ℤ2 | ℤ2 | ℤ3 | ℤ15  | ℤ2  | (ℤ2)2 |     |
| Sp(2) | 0  | 0  | 0  | ℤ  | ℤ2 | ℤ2 | 0   | ℤ  | 0  | 0  | ℤ120 | ℤ2  | (ℤ2)2 |     |
| Sp(3) | 0  | 0  | 0  | ℤ  | ℤ2 | ℤ2 | 0   | ℤ  | 0  | 0  | 0    | ℤ   | ℤ2    | ℤ2  |

## 역사
1차 호모토피 군인 기본군은 앙리 푸앵카레가 1895년에 정의하였다.
에두아르트 체흐는 1932년 취리히 국제 수학자 대회에서 최초로 고차 호모토피 군을 정의하였으나, 고차 호모토피 군이 기본군과 달리 모두 아벨 군이라는 사실이 밝혀지면서 체흐는 이 개념의 연구를 포기하였다.
이후 폴란드의 비톨트 후레비치(폴란드어: Witold Hurewicz)가 1935년에 고차 호모토피 군의 개념을 재발견하였고, 후레비치 준동형을 정의하였다. 1941년에 존 헨리 콘스턴틴 화이트헤드는 호모토피 군 위의 화이트헤드 괄호를 정의하였다.
아벨 군 계수를 가진 호모토피 군은 프랭클린 폴 피터슨(영어: Franklin Paul Peterson, 1930~2000)이 1956년 박사 학위 논문에서 도입하였다.

## 같이 보기
- 기본군
- 약한 호모토피 동치